# Ірен Френ
Ірен Френ (фр. Irène Frain, уроджена фр. Le Pohon, народилася 22 травня 1950, Лор'ян , Бретань, Франція) — французька письменниця.

## Біографія
Народилася у старовинному порті Лор'яні, заснованому в XVIII столітті Французькою Ост-Індською компанією, в сім'ї було п'ятеро дітей. Батько пройшов через німецький полон, працював вчителем, мати — швачкою. Письменниця була сформована культурою своєї батьківщини, Бретані, у майже сільській обстановці, сповненій знегод. Про своє дитинство в Бретані письменниця пізніше розповіла в книгах «Узбережжя любові» (2001) та «Будинок біля джерела» (2000).
У 1969 році Ірен вийшла заміж і народила дочку. У 1972-1977 вивчала класичну літературу (французьку, латину, грецьку) у середній школі в Ланьї-сюр-Марн і в Шампіньї-сюр-Марн. У 1975-1981 Ірен викладала латину і латинську літературу в Сорбонні в Парижі.
У 1979 році Ірен Френ дебютувала історичною роботою по золотому століттю британського судноплавства, «Коли бретонці населяли моря».
Вона присвятила свій перший роман бретонському мореплавцеві вісімнадцятого століття Рене Мадеку («Магнат», 1982). Цей роман мав успіх і сформував лист: сенс сюжету, іноді сухий, а іноді і яскравий, здатність змусити читача співпереживати героям, частка гумору і яскрава уява. Романи Ірен Френ мають дві глибинних течії, що часто перетиналися: інтерес до питань, пов'язаних зі статусом жінок і пристрасть до Сходу.

## Творчість
- 1979:Quand les Bretons peuplaient les mers
- 1980:Les Contes du cheval bleu les jours de grand vent
- 1982:Le Nabab
- 1984:Modern Style
- 1986:Désirs
- 1989:Secret de famille
- 1990:Histoire de Lou
- 1991:La Guirlande de Julie
- 1992:Devi
- 1992:Quai des Indes
- 1993:Vive la Mariée
- 1994:La vallée des hommes perdus
- 1995:L'Homme fatal
- 1995:La Fée chocolat
- 1996:Le Roi des chats
- 1997:Le Fleuve bâtisseur
- 1998:L'inimitable
- 1999:À jamais
- 2000:La Maison de la source
- 2000:Julien Gracq et la Bretagne
- 2001:La Côte d'amour
- 2002:Pour que refleurisse le Monde(спільно з Жетсун Пема)
- 2003:Les Hommes etc.
- 2004:Le Bonheur de faire l'amour dans sa cuisine et vice et versa
- 2007:Au Royaume des Femmes
- 2007:A la Recherche du Royaume
- 2007:Gandhi, la liberté en marche
- 2009:Les Naufragés de l'île Tromelin